# Muerte de un forense
Muerte de un forense es la sexta novela de la escritora inglesa P. D. James, publicada en 1977.

## Argumento
Todos odian a Edwin Lorrimer, uno de los científicos principales del Laboratorio Haggart. Cliff Bradley se siente oprimido por la constante presión que el científico ejerce sobre él, y tiene miedo de perder su trabajo. Domenica Schofield fue su antigua amante y no sabe qué hacer para sacárselo de encima. Angela Foley, su prima, tampoco tiene buenas relaciones por cuestiones económicas.
- Datos: Q5247596

Lorrimer es encontrado muerto en el Laboratorio con el cráneo destrozado. Adam Dalgliesh se encarga del caso.